# Керченский уезд
Керченский уезд (с 18 октября 1921 года — Керчинский округ) — административно-территориальная единица на территории Крымского полуострова, а затем на территории Крымской Автономной Советской Социалистической Республики (Крымской АССР). Образован решением Крымского революционного комитета 25 декабря 1920 года. Делился на Керченский и Петровский районы. В ноябре 1923 года Керченский округ был преобразован в одноимённый район.

## История

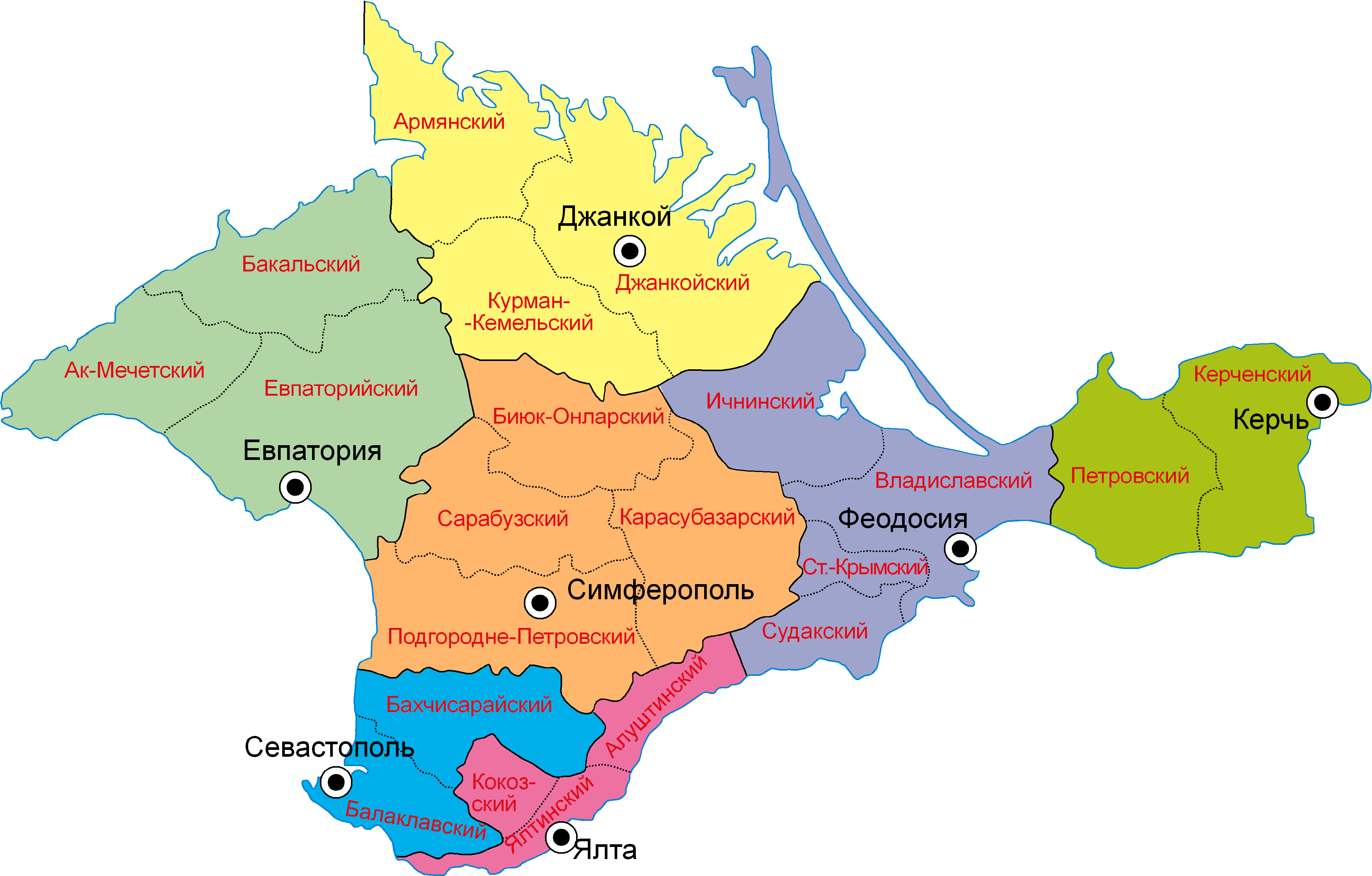
Округа и районы Крымской АССР в мае 1921 года

16 ноября 1920 года территория Крымского полуострова вошла в состав Российской Социалистической Федеративной Советской Республики (РСФСР), но не представляла собой административно-территориальной единицы (ни губерния, ни область). Власть на территории перешла к Крымскому революционному комитету, который 25 декабря 1920 года постановил образовать Керченский уезд. В декабре того же года, в соответствии с политикой районирования РСФСР, по постановлению Крымского революционного комитета была образована Комиссия по выработке нового административного устройства. В результате работы комиссии территория Крымского полуострова была разделена на 7 уездов, а Керченский уезд на 2 района: Керченский и Петровский.
Согласно карте административно-территориального деления Крыма на 8 января 1921 года в состав уезда входили Керченский и Петровский районы.
18 октября 1921 года Всероссийский центральный исполнительный комитет и Совет народных комиссаров совместным постановлением образовали Крымскую Автономную Советскую Социалистическую Республику в составе РСФСР. Данным постановлением определялось административно-территориальное деление новой республики на округа, таким образом Керченский уезд был преобразован в округ. В ноябре 1923 года округа на территории Крымской АССР были ликвидированы и образованы 14 районов. Территория Керченского округа полностью перешла в одноимённый район.

## Комментарии
1. ↑  По другим данным — 15